# Trogodesmus vittatus
Trogodesmus vittatus är en mångfotingart som beskrevs av Pocock 1895. Trogodesmus vittatus ingår i släktet Trogodesmus och familjen orangeridubbelfotingar. Inga underarter finns listade i Catalogue of Life.